# Барад-дур

Часть левого подножия Барад-Дура (рисунок Толкина)

Барад-дур (синд. Barad-dûr; «Чёрная башня») — в легендариуме Дж. Р. Р. Толкина главная крепость (или башня) Саурона, выполнявшая роль столицы Мордора. Она была построена в 1000—1600 гг. Второй Эпохи, почти полностью разрушена после войны Последнего Союза, вновь отстроена в конце Третьей Эпохи (начиная с 2951 года) и вскоре окончательно разрушена при низвержении Саурона и уничтожении Кольца Всевластья.
Название «Барад-дур» переводится с синдарина как «Тёмная Башня». На Чёрном Наречии крепость называлась Лугбурз (Lugbúrz) (это понятие употреблялось также в переносном смысле, как бы мы сказали «наверху», обозначая в просторечии высшую власть). На квенья называлась Лунату́рко (кв. Lúnaturco) или Та́рас Лу́на (кв. Taras Lúna).
Цитадель Мрака, Обитель Саурона, была построена приблизительно в 1000—1600 гг. Второй Эпохи им самим же (тогда он звался Аннатаром Аулендилом), — после создания в горнилах Ородруина Всесильного Кольца. Предположительно, именно в подземельях Чёрного Замка Саурон пытал Келебримбора и убил его. Отправляясь на захват Нуменора, Тёмный Властитель Мордора оставил в Барад-Дуре Единое Кольцо. И в 3434 году войска Последнего Союза устроили долгую осаду Твёрдыни Тьмы на целых 7 лет. В «Сильмариллионе» существует такая фраза: «Немногие из людей и эльфов могли выдержать на себе взгляд Ока Саурона», что говорит о существовании Ока ещё во В. Э. Средиземья, — возможно Саурон ещё тогда использовал его для устрашения. Крепость всё же была разрушена (хотя и фундамент уцелел) и вновь отстроена в конце Третьей Эпохи (начиная с 2951 года) и вскоре окончательно разрушена при низвержении Саурона и уничтожении Кольца Всевластья.
Располагался Барад-дур в северной части Мордора, на расстоянии примерно одной лиги к востоку от Ородруина; воздвигается громадными бастионами, соборами и темницами на чёрном остром хребте Эред Литуи на плато Горгорот.
Барад-дур был столицей Мордора — там неотлучно находился сам Саурон и оттуда же он управлял своими владениями. Наместником в Барад-дуре был Глашатай Саурона.
Чёткого и точного описания Крепи Саурона в книге Толкина не даётся, но встречаются некоторые моменты в которых присутствует частичное описание некоторых частей Замка. Например, в главе «Разброд», когда Фродо надел Кольцо, ему открылось видение Барад-Дура: «…На уступчатом утёсе, за бесчисленными стенами, окружённый приземистыми дозорными башнями, которые лепились по уступам всё выше, застыл, словно чёрный паук, Барад-Дур — Бастион Тьмы, логово Саурона…» Во время пребывания хоббитов в Краю Ужаса и Темени, им открываются виды на громаду Бастиона, — «…А за нею тяжкой чёрной тучей нависла темень, скрывающая Барад-Дур… Поэтому и сгустился угольно-чёрный мрак вокруг исполинской многобашенной, многовратной твердыни.»
При жизни Толкин сделал небольшой рисунок-набросок, на котором частично изобразил Барад-Дур; показан только левый край нижней части цитадели, построенный из огромных стенных блоков из зеленовато-серого камня. Очень редко встречаются узкие окна-бойницы (в основном пурпурного цвета) и одно точно зарешеченное. Один высокий, вертикальный шпиль. Узкий каменный мост ведёт через чёрную пропасть к монолитной, отвесной скале и воротам, через которые можно видеть полыхание огня внутри крепости. Виден и недалёкий извергающийся вулкан, откуда в обрыв под мостом сходится поток лавы.

## Цитадель Барад-Дур в кинематографе и мультипликация

Барад-дур на фоне Ородруина (кадр из кинотрилогии «Властелин Колец» Питера Джексона)

Изображения Барад-Дура появлялись во всех трёх фильмах кинотрилогии режиссёра Питера Джексона, хотя там он и редко назывался. Здесь же Барад-Дур — огромная в высоту и ширину, колоссальная крепость-башня; её структура неоднородна и очень разнообразна, — тёмные, острые венценосные башни и железные (каменные) стены воздвигаются на скале, окружённой лавовым рвом, а в Крепь ведёт большой мост (показан в начале второго фильма, — когда из него выходили отряды вооружённых орков). В фильме Джексона металл Чёрной Башни постоянно сплетается и перевивается с острыми зубьями скалы, частично выглядывающей из самой Башни. Но в конце фильма изменено крушение монолитной Твердыни, — в книге было сказано, что по выходе Сэма и Фродо из взрывающегося горнила вулкана, башни Барад-Дура обрушились и над ним взвился смерч и заклокотал чёрный долгий ливень, — последнее из фильма исключено.
В мультфильме «Возвращение Короля» Барад-Дур изображен как большой каменный замок, стоящий на кряжах гор и освещающийся красно-бордовыми лучами Ока Саурона, которое витало под небосклоном туч. К дворцу, через чёрную пропасть, как и по книге, вела узкая извилистая дорога; шпили Замка были узкие, тонкие и высокие, правда, окрашенные в бордовые тона (чего нет в книге); и туча, как у Джексона, не окружала Крепь Саурона. Твердыня обрушилась, но смерч, опять же, не взвился над облаками и клубами пыли, запеленавшими руины.